# Temporada 1985-86 de l'NBA
La temporada 1985-86 de l'NBA fou la 40a temporada de la història de l'NBA. La temporada va finalitzar amb Boston Celtics com a campions després de guanyar en la final als Houston Rockets per 4-2.

## Classificacions

### Conferència Est
| Equip              | V  | D  | %V   | P  |
| ------------------ | -- | -- | ---- | -- |
| Boston Celtics C   | 67 | 15 | .817 | -  |
| Philadelphia 76ers | 54 | 28 | .659 | 13 |
| New Jersey Nets    | 39 | 43 | .476 | 28 |
| Washington Bullets | 39 | 43 | .476 | 28 |
| New York Knicks    | 23 | 59 | .280 | 44 |

| Equip               | V  | D  | %V   | P  |
| ------------------- | -- | -- | ---- | -- |
| Milwaukee Bucks     | 57 | 25 | .695 | -  |
| Atlanta Hawks       | 50 | 32 | .610 | 7  |
| Detroit Pistons     | 46 | 36 | .561 | 11 |
| Chicago Bulls       | 30 | 52 | .366 | 27 |
| Cleveland Cavaliers | 29 | 53 | .354 | 28 |
| Indiana Pacers      | 26 | 56 | .317 | 31 |

### Conferència Oest
| Equip             | V  | D  | %V   | P  |
| ----------------- | -- | -- | ---- | -- |
| Houston Rockets   | 51 | 31 | .622 | -  |
| Denver Nuggets    | 47 | 35 | .573 | 4  |
| Dallas Mavericks  | 44 | 38 | .537 | 7  |
| Utah Jazz         | 42 | 40 | .512 | 9  |
| Sacramento Kings  | 37 | 45 | .451 | 14 |
| San Antonio Spurs | 35 | 47 | .427 | 16 |

| Equip                  | V  | D  | %V   | P  |
| ---------------------- | -- | -- | ---- | -- |
| Los Angeles Lakers     | 62 | 20 | .756 | -  |
| Portland Trail Blazers | 40 | 42 | .488 | 22 |
| Los Angeles Clippers   | 32 | 50 | .390 | 30 |
| Phoenix Suns           | 32 | 50 | .390 | 30 |
| Seattle SuperSonics    | 31 | 51 | .378 | 31 |
| Golden State Warriors  | 30 | 52 | .366 | 32 |

* V: Victòries
* D: Derrotes
* %V: Percentatge de victòries
* P: Partits de diferència respecte a la primera posició
* C: Campió

## Estadístiques
| Categoria                   | Jugador           | Equip              | Mitjana/% |
| --------------------------- | ----------------- | ------------------ | --------- |
| Punts per partit            | Dominique Wilkins | Atlanta Hawks      | 30,3      |
| Rebots per partit           | Bill Laimbeer     | Detroit Pistons    | 13,1      |
| Assistències per partit     | Magic Johnson     | Los Angeles Lakers | 12,6      |
| Robatoris per partit        | Alvin Robertson   | San Antonio Spurs  | 3,7       |
| Taps per partit             | Manute Bol        | New Jersey Nets    | 5,0       |
| Percentatge de tirs de camp | Steve Johnson     | San Antonio Spurs  | 63,2      |
| Percentatge de tirs lliures | Larry Bird        | Boston Celtics     | 89,6      |
| Percentatge de triples      | Craig Hodges      | Milwaukee Bucks    | 45,1      |

## Premis
- MVP de la Temporada
  -  Larry Bird (Boston Celtics)
- Rookie de l'any
  -  Patrick Ewing (New York Knicks)
- Millor defensor
  -  Alvin Robertson (San Antonio Spurs)
- Millor sisè home
  -  Bill Walton (Boston Celtics)
- Jugador amb millor progressió
  -  Alvin Robertson (San Antonio Spurs)
- Entrenador de l'any
  -  Mike Fratello (Atlanta Hawks)
- Primer Quintet de la temporada
  - A - Larry Bird, Boston Celtics
  - A - Dominique Wilkins, Atlanta Hawks
  - P - Kareem Abdul-Jabbar, Los Angeles Lakers
  - B - Isiah Thomas, Detroit Pistons
  - B - Magic Johnson, Los Angeles Lakers
- Segon quintet de la temporada
  - Charles Barkley, Philadelphia 76ers
  - Alex English, Denver Nuggets
  - Hakeem Olajuwon, Houston Rockets
  - Alvin Robertson, San Antonio Spurs
  - Sidney Moncrief, Milwaukee Bucks
- Millor quintet de rookies
  - Joe Dumars, Detroit Pistons
  - Charles Oakley, Chicago Bulls
  - Patrick Ewing, New York Knicks
  - Xavier McDaniel, Seattle SuperSonics
  - Karl Malone, Utah Jazz
- Primer quintet defensiu
  - Kevin McHale, Boston Celtics
  - Mark Eaton, Utah Jazz
  - Paul Pressey, Milwaukee Bucks
  - Maurice Cheeks, Philadelphia 76ers
  - Sidney Moncrief, Milwaukee Bucks
- Segon quintet defensiu
  - Michael Cooper, Los Angeles Lakers
  - Bill Hanzlik, Denver Nuggets
  - Manute Bol, Washington Bullets
  - Alvin Robertson, San Antonio Spurs
  - Dennis Johnson, Boston Celtics